# NGC 157
NGC 157 ist eine Balken-Spiralgalaxie mit ausgedehnten Sternentstehungsgebieten vom Hubble-Typ SBbc im Sternbild Walfisch südlich des Himmelsäquators. Die Galaxie ist schätzungsweise 77 Millionen Lichtjahre von der Milchstraße entfernt und hat einen Durchmesser von etwa 80.000 Lj. 
Die Typ-Ic-Supernova SN 2009em wurde hier beobachtet.
Das Objekt wurde am 13. Dezember 1783 von Wilhelm Herschel entdeckt.